# John John Florence
John "John John" Alexander Florence (nacido el 18 de octubre de 1992 en Honolulu, Hawai) es un surfista profesional estadounidense. Es conocido como "uno de los surfistas de tubo más dominantes de su época" y ganó títulos mundiales consecutivos en la World Surf League de 2016 y en el World Surf League Men's Championship Tour de 2017. Es el primer surfista nacido en Hawái que gana títulos mundiales consecutivos desde el fallecido Andy Irons y uno de los cinco que han logrado dicha hazaña.

## Primeros años de vida
Nacido en Honolulu (Hawai), como el mayor de sus hermanos, Ivan y Nathan Florence, Florence creció en Hale'iwa en una casa junto al mar en Banzai Pipeline. Su madre, Alexandra, que también es surfista, le introdujo en el mundo del surf. Con la ayuda de su madre, Florence se subió por primera vez a una tabla de surf cuando tenía seis meses, y a los cinco años ya surfeaba por su cuenta.
Fue apodado con el mismo apodo de John F. Kennedy, Jr., a quien los medios de comunicación apodaban "John John" mientras su padre era presidente.

## Carrera
A la edad de 13 años, con 1,80 metros y 85 libras de peso, Florence se convirtió en el surfista más joven en competir en el Vans Triple Crown of Surfing, que consiste en tres competiciones de surf de olas grandes en Hawai. Anteriormente había ganado cinco premios amateur, el 1st NSSA Nationals Open Mini Grom de 2003, el 1st NSSA Nationals Open Boy's de 2005, el NSSA Open Boys de 2005 y el Explorer Menehune Champion. No pasó la primera ronda, pero obtuvo una puntuación superior a la de Shane Dorian, un surfista profesional veinte años mayor que Florence. Florence dijo que estaba "bastante asustado", pero que estaba "contento con cómo lo hizo". Cuando Florence era todavía un jovencito, el surfista profesional Kelly Slater dijo: "John John va a conocer las olas de North Shore como nadie que hayamos visto antes".
Desde que se unió a la Liga Mundial de Surf (WSL) y compitió contra los mejores surfistas del mundo, Florence ocupó el puesto 34 en 2011, el 4 en 2012, el 10 en 2013, el 3 en 2014 y el 14 en 2015. Florence fue el campeón de la WSL en 2016.
Florence ganó el prestigioso premio SURFER POLL en el año 2014-2015. Ha ganado el Volcom Pipe Pro en la friolera de 4 ocasiones y ha sido declarado el dominador de todos los tiempos de este concurso.
En 2011, Florence sufrió una fractura de espalda mientras surfeaba una ola en Pipeline. También se ha roto la muñeca, la pierna, el brazo y el ligamento del tobillo.
Según el surfista Mitch Crews, que presenció la actuación de Florence en el Billabong Pro Teahupoo 2014, "hace que parezca estúpidamente fácil sin importar lo grande o pequeña que sea la ola. Es el hombre ahí fuera, manda en la fila y hace que todos parezcan tontos. Él es el hombre, y la mayoría de nosotros no lo somos".
Florence ganó la Vans World Cup of Surfing en 2011 y 2013. Es el concursante más joven que ha conseguido este honor.
En octubre de 2014, ganó el Quiksilver Pro France. En febrero de 2015, Florence ganó el Volcom Pipe Pro 2015, lo que supuso su cuarta victoria en este evento en cinco años.
En 2013, Florence cambió de patrocinador, uniéndose a Hurley International, después de surfear para O'Neill desde los seis años. También le gusta el skate, el snowboard y el dibujo. El 27 de enero de 2020, John John anunció que dejaría Hurley después de que el propietario de Hurley, Bluestar Alliance, retirara el contrato de John John y le ofreciera un acuerdo de rescisión de 2.000.000 de dólares.
Ahora está patrocinado por: Stance, Futures, Nixon, Dakine, Clif Bar, Electric, Yeti y Pyzel.
El 25 de febrero de 2016, Florence ganó "The Eddie" Quiksilver Big Wave Invitational en memoria de Eddie Aikau, en la bahía de Waimea, la primera vez que se celebraba el evento en siete años. Es uno de los únicos nueve surfistas que han ganado el evento. El 25 de octubre de 2016, Florence ganó el Meo Rip Curl Pro, en Portugal asegurando el título de campeón del mundo de la WSL. Florence fue el primer surfista hawaiano en más de una década en ganar el título desde que Andy Irons lo ganó por última vez en 2004.
Tras una temporada 2016 dominante, Florence siguió mostrando un gran rendimiento en la temporada 2017 de la WSL, junto a su nuevo entrenador Ross Williams. Las sólidas actuaciones de John John durante todo el año lo convirtieron en un claro favorito para llevarse a casa los máximos honores de nuevo. En diciembre de 2017, Florence consiguió su segundo título mundial consecutivo en Pipeline, quedando segundo en la prueba por detrás de Jeremy Flores.
En diciembre de 2019, Florence se clasificó para los Juegos Olímpicos de Tokio 2020 a pesar de perderse gran parte del World Surf League Men's Champion Tour de 2019 debido a una lesión del LCA (Ligamento Cruzado Anterior). Florence terminó el ranking del WSL Tour 2019 en séptimo lugar después de competir en 6 de los 11 eventos.
En diciembre de 2020, Florence ganó el Pipe Masters 2020, venciendo en la final al surfista brasileño Gabriel Medina.

## Películas de Surf
Done
Con videografía del director Blake Vincent Kueny y estrenada en la House of Vans, en Brooklyn, el 23 de febrero de 2013, Done, la primera película de surf de Florence, recibió el premio Surfer Poll 2013 Movie of the Year. JJ recibió el premio Surfer Poll 2013 a la mejor interpretación por su papel en Done.
Departure Delayed, Free to Roam, Begin Again, Again, And Again
Publicados en 2013, Departure Delayed, Free to Roam, Begin Again, Again, And Again son cinco cortos de Florence. Begin Again recibió el premio Surfer Poll 2013 al mejor corto del año.
View from a Blue Moon
Estrenada el 1 de diciembre de 2015, con videografía de Blake Vincent Kueny, narración de John C. Reilly y el tema Seasick Dream de Jack Johnson, View from a Blue Moon es una biografía que presenta a Florence y sus amigos surfeando alrededor del mundo. El 11 de noviembre de 2015,View from a Blue Moon, la primera película de surf rodada en 4k, se estrenó con siete proyecciones en todo el mundo.
La película se rodó con fotografía aérea proporcionada íntegramente por helicópteros.
Let's Be Frank
En 2016, Florence narró la película Let's Be Frank, un documental de rock basado en el surfista de grandes olas, Frank Solomon.
Twelve
El 8 de julio de 2016, Florence lanzó el primer episodio de su serie Twelve. La serie consta de 7 episodios, que se estrenaron aproximadamente cada mes, sobre la búsqueda de Florence del primer título mundial de su carrera.

## Resultados en competiciones de Surf

### Victorias
| Victorias WCT |                               |                                      |           |
| Año           | Evento                        | Lugar de evento                      | País      |
| 2021          | Pipeline Masters de Billabong | Oleoducto Banzai, Oahu               | Hawái     |
| 2019          | Margaret River Pro            | Margaret River, Australia Occidental | Australia |
| 2019          | Rip Curl Pro                  | Playa Bells, Torquay                 | Australia |
| 2017          | Drug Aware Margaret River Pro | Margaret River, Australia Occidental | Australia |
| 2016          | MEO Rip Curl Pro Portugal     | Supertubos, Peniche                  | Portugal  |
| 2016          | Oi Rio Pro                    | Río de Janeiro                       | Brasil    |
| 2014          | Quiksilver Pro Francia        | Seignosse, Hossegor                  | Francia   |
| 2012          | Billabong Rio Pro             | Río de Janeiro                       | Brasil    |
| Victorias WQS |                               |                                      |           |
| Año           | Evento                        | Lugar de evento                      | País      |
| 2016          | Pro hawaiano                  | Haleiwa, Oahu                        | Hawái     |
| 2015          | Volcom Pipe Pro               | Oleoducto Banzai, Oahu               | Hawái     |
| 2013          | Volcom Pipe Pro               | Oleoducto Banzai, Oahu               | Hawái     |
| 2012          | Telstra Drug Aware Pro        | Margaret River, Australia Occidental | Australia |
| 2012          | Volcom Pipe Pro               | Oleoducto Banzai, Oahu               | Hawái     |
| 2011          | Copa del Mundo de Van         | Sunset Beach, Oahu                   | Hawái     |
| 2011          | Volcom Pipe Pro               | Oleoducto Banzai, Oahu               | Hawái     |

### WSL World Championship Tour
| Tournament                 | 2011    | 2012     | 2013     | 2014     | 2015     | 2016     | 2017     | 2018    | 2019     |
| -------------------------- | ------- | -------- | -------- | -------- | -------- | -------- | -------- | ------- | -------- |
| Quiksilver Pro Gold Coast  | -       | 13º      | 13º      | 25º      | 13º      | 5º       | 3º       | 25º     | 3º       |
| Rip Curl Pro               | -       | 9º       | LESION   | 3º       | 13º      | 13º      | 3º       | 13º     | 1º       |
| Margaret River Pro         | -       | -        | -        | 13º      | 2º       | 13º      | 1º       | 13º     | 1º       |
| Rio Pro                    | -       | 1º       | LESION   | 13º      | 9º       | 1º       | 13º      | 9º      | 5º       |
| Corona Bali Protected      | -       | -        | -        | -        | -        | -        | -        | 13º     | 17º      |
| Fiji Pro                   | -       | 5º       | 3º       | 5º       | LESION   | 5º       | 13º      | -       | -        |
| J-Bay Open                 | -       | -        | -        | 13º      | LESION   | 2º       | 5º       | LESION  | LESION   |
| Billabong Pro Teahupoo     | -       | 3º       | 5º       | 3º       | 13º      | 2º       | 5º       | LESION  | LESION   |
| Hurley Pro at Trestles     | 13º     | 5º       | 25º      | 2º       | 25º      | 13º      | 3º       | -       | -        |
| Quiksilver Pro France      | 25º     | 3º       | 5º       | 1º       | 5º       | 3º       | 3º       | LESION  | LESION   |
| MEO Rip Curl Pro Portugal  | 9º      | 5º       | 9º       | 3º       | 13º      | 1º       | 5º       | LESION  | LESION   |
| Billabong Pipeline Masters | 5º      | 13º      | 2º       | 5º       | 9º       | 5º       | 2º       | LESION  | 5º       |
| Oakley Pro Bali            | -       | -        | 9º       | -        | -        | -        | -        | -       | -        |
| O'Neill Coldwater Classic  | -       | 25º      | -        | -        | -        | -        | -        | -       | -        |
| Rip Curl Search            | 25º     | -        | -        | -        | -        | -        | -        | -       | -        |
| Quiksilver Pro New York    | -       | -        | -        | -        | -        | -        | -        | -       | -        |
| Posición                   | 34º     | 4º       | 10º      | 3º       | 14º      | 1º       | 1º       | 35º     | 5º       |
| Ganancias                  | $47.250 | $211.250 | $117.500 | $266.500 | $131.500 | $406.000 | $181.250 | $59.200 | $268.500 |

## Vida privada
Florence está comprometido con su novia de toda la vida, Lauryn Cribb.
Su hermano, Nathan, compite en el Big Wave World Tour tras clasificarse en 2018.